# Школы даосизма
В отсутствие религиозной ортодоксии даосизм развивался как сложный комплекс, в котором взаимодействовали прикладные элементы (медицина, ритуал), философия, эстетика (музыка, традиции) и суеверия.
Разнообразие школ складывалось исторически, охватывая взаимоисключающие направления: придворную и простонародную культуры, отшельничество, бунтарство.

## Школы и течения раннего даосизма
- Даоцзя
- Хуанлао
- Фансянь
- Тайпиндао — школа, предшествовавшая Школе Небесных Наставников, основанная на трактате Тайпинцзин, основал Чжан Цзяо

## Религиозный даосизм, крупнейшие ранние направления

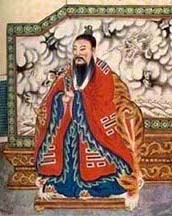
Патриарх Чжан Даолин (34 — 156) основал в Сычуань школу Пять Ковшей Риса (позже — Школа Небесных Наставников)

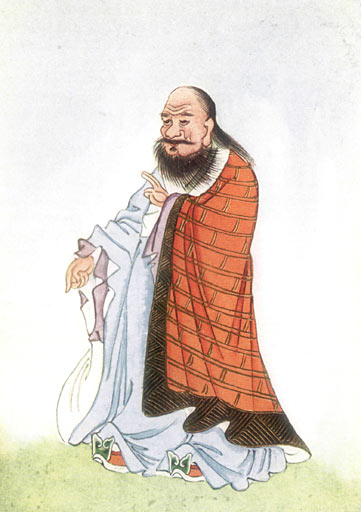
Лао-цзы, наиболее почитаемый и обожествлённый в школе Линбао

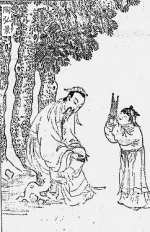
Тао Хунцин, воссоздавший школу Шанцин, она же школа горы Маошань

- Школа Небесных Наставников Тяньши 天師道 (иначе Чжэнъи, Школа Истинного Одного, Школа Правильного Единства 正一道) — развилась на основе школы Пяти ковшей риса (Удоуми 五斗米道) , основанной Чжан Даолином; стала идеологией Восстания желтых повязок, приведшего к падению династии Хань. Обрела новое воплощение как «школа Северных небесных наставников».
- Линбао
- Шанцин

## Синкретические и неоконфуцианские школы
- Сюань-сюэ — синтез даосизма и конфуцианства;
- Неоконфуцианство — синкретическое учение эпохи Сун, возведено в статус ортодоксии с начала Мин (1368—1644);
- Белый лотос — собирательное название для простонародных верований, совмещавших буддийские и даосские элементы. Развились как противовес неоконфуцианской ортодоксии.

## Религиозные организации

### Саньхуан — Шанцин — Линбао
- Саньхуанвэнь Письмена трех августейших
- Шанцин Школа Высшей Чистоты (上清派), она же школа горы Маошань
- Линбао Школа Духовной Драгоценности
- Цзинмин (淨明道) Школа чистой ясности   (недоступная ссылка с 23-05-2013 [4320 дней] — история, копия)

### Цюаньчжэнь
- Цюаньчжэнь (Школа Совершенной Истины / Подлинности) — монастырский даосизм (全真教)
- Школа Драконовых Врат (кит. упр. 龙门派, пиньинь Longmenpai, палл. Лунмэньпай)
- Школа встречи с бессмертными, (кит. упр. 遇仙派, пиньинь Youxianpai, палл. Юйсяньпай)
- Школа Южной Пустоты, (кит. упр. 南无派, пиньинь Nanwupai, палл. Наньупай)
- Школа Великого Единого Тайи
- Школа Золота и Киновари Цзиньдань
- Саньцзяогуйи, Школа Единства Трёх Религий
- Школа истинного великого Дао (кит. упр. 真大道敎, пиньинь Zhenda Daojiao, палл. Чжэньдадаоцзяо) — школа созданная Лю Дэженем в XII веке, и предположительно растворившаяся в XIV веке в Цюаньчжэнь[1]
- Улюпай, Школа У Чунсюя — Лю Хуаяна (伍柳派)

## Список в соответствии ссервером taoist.org(недоступная ссылка)
1. Школа Истинного Единства (Пять Ковшей Риса) 正一盟威道 (五斗米道) The Tradition of the Mighty Commonwealth of the Orthodox Oneness
2. Школа Киноварного Треножника (кит. упр. 丹鼎派, пиньинь dandingpai, палл. Даньдинпай, The Elixir Cauldron Sect)
3. 符箓派 The Talismans and Registers Sect
4. Школа Господина Ю (кит. упр. 于君道, пиньинь yujundao, палл. Юцзюньдао, The Master Yu Tradition)
5. Школа Семьи Ли (кит. упр. 李家道, пиньинь lijiadao, палл. Лицзядао, The Li Tradition)
6. Школа Семьи Бо (кит. упр. 帛家道, пиньинь bojiadao, палл. Боцзядао, The Bo Tradition)
7. Школа Чистой Воды (кит. упр. 清水道, пиньинь qingshuidai, палл. Циншуйдао, The Pristine Water Tradition)
8. Школа Духовной Драгоценности, (кит. упр. 灵宝派, пиньинь Lingbaopai, палл. Линбаопай, The Numinous Treasure Sect)
9. Школа Высшей Чистоты, (кит. упр. 上清派, пиньинь Shangqingpai, палл. Шанцинпай, The Highest Clarity Sect)
10. Школа Лоугуань, буквально — школа наблюдательной башни — так называлась пограничная застава, с которой Лао-цзы ушёл на запад, (кит. упр. 樓觀道 (楼观道) , пиньинь Louguandao, палл. Лоугуаньдао, The Lookout Tower Tradition)
11. Школа Учения Двойной Сокровенности 重玄学派 The Twofold Mystery School
12. Школа Горы Лушань (кит. упр. 闾山派, пиньинь lushanpai, палл. Лушаньпай, The Mt. Lu Sect)
13. Школа Небесного Сердца (кит. упр. 天心派, пиньинь tianxingpai, палл. Тяньсинпай, The Heavenly Heart Sect)
14. 神霄派 The Divine Heavent Sect
15. 清微派 The Pristine Subtlety Sect
16. Школа Дунхуа, (кит. упр. 东华派, пиньинь donghuapai, палл. Дунхуапай, The Donghua Sect)
17. Цзинмин, Школа чистой ясности, (кит. упр. 净明道, пиньинь jingmingdao, палл. Цзинминдао, The Pure Brightness Tradition
18. Школа Истинного Великого Дао, (кит. упр. 大道教 (真大道教), пиньинь Zhendadaojiao, палл. Чжэньдадаоцзяо The Great Dao Doctrine(The Perfect Teaching of the Great Dao))
19. Школа Тайи, иначе Школа Великого Единого, школа звезды Тайи, (кит. упр. 太一教 (太乙道), пиньинь taiyijiao (taiyidao), палл. Тайицзяо (Тайидао) The Supreme Oneness Doctrine)
20. Школа Совершенной Истины 全真道 The Complete Perfection Tradition
21. Учение о тайном, (кит. упр. 玄教, пиньинь Xuanjiao, палл. Сюаньцзяо, The Doctrine of Mysteries)
22. Школа Драконовых Врат, (кит. упр. 龙门派, пиньинь Longmenpai, палл. Лунмэньпай), The Dragon Gate Sect)
23. Школа встречи с бессмертными, (кит. упр. 遇仙派, пиньинь Youxianpai, палл. Юйсяньпай The Encountering Immortality Sect)
24. Школа Южной Пустоты, (кит. упр. 南无派, пиньинь Nanwupai, палл. Наньупай, The Nanwu Sect)
25. Уданпай, школа горы Уданшань, (кит. упр. 武当派, пиньинь wudangpai, палл. Уданпай, 武当派 The Wudang Tradition)
26. 碧洞宗 The Azure Grotto Lineage
27. Срединная школа, Срединная школа, (кит. упр. 中派, пиньинь zhongpai, палл. Чжунпай, The Middle Sect)
28. Восточная школа, Восточная школа, (кит. упр. 东派, пиньинь Dongpai, палл. Дунпай, The Eastern Sect)
29. Западная школа, Западная школа, (кит. упр. 西派, пиньинь Xipai, палл. Сипай, The Western Sect)